# ستراشیتسه (ناحیه ستراکونیتسه)
ستراشیتسه (به چکی: Strašice) یک منطقهٔ مسکونی در جمهوری چک است که در ناحیه ستراکونیتسه واقع شده‌است. ستراشیتسه ۸٫۱۲ کیلومتر مربع مساحت و ۱۷۵ نفر جمعیت دارد.